# Crysis
Crysis ist ein Computerspiel des deutschen Entwicklers Crytek, der durch sein erstes Spiel Far Cry auch international Anerkennung fand. Bei Crysis handelt es sich um einen Ego-Shooter, der in einem futuristischen Szenario angesiedelt ist. Crysis gilt als einer der ersten „großen“ DirectX-10-Titel, der nicht von einem direkt mit Microsoft assoziierten Studio stammt. Es wird zu den bislang bedeutendsten deutschen AAA-Videospielen gezählt. Auf der englischsprachigen Internetseite Metacritic erzielte Crysis 91 von 100 möglichen Punkten.
Crysis stellt den ersten Teil einer Trilogie dar. Der Nachfolger, Crysis 2, erschien 2011; das Ende der Trilogie, Crysis 3, im Jahr 2013.
Im April 2020 kündigte Crytek mit Crysis Remastered eine technisch optimierte Neuauflage für Windows, PlayStation 4, Xbox One und Nintendo Switch an. Das Remaster erschien im September 2020, für Switch bereits im Juli 2020.

## Handlung
Die Handlung von Crysis spielt im Jahr 2020 auf den (fiktiven) tropischen Ling-Shan-Inseln irgendwo im Ostchinesischen Meer. Nach einer Invasion der Nordkoreanischen Volksarmee (KVA) wird der Spieler als ein Mitglied einer US-amerikanischen Spezialeinheit, auch US-Special Forces genannt, entsandt, um ein dort gefangen gehaltenes Archäologenteam zu befreien. Die fünf Mitglieder des Spezialteams Raptor sind jeweils mit einem hochentwickelten Nanosuit ausgestattet, mit dessen Hilfe sie wahlweise ihre Panzerung, Stärke, Geschwindigkeit erhöhen oder sich in einem Unsichtbarkeitsfeld verbergen können. In der Einheit hat der Spieler den Codenamen Nomad und wird begleitet von den anderen Mitgliedern Prophet, Psycho, Jester und Aztec. Die beiden Letzteren werden bereits früh in der Handlung von mysteriösen Wesen getötet, die anderen Teammitglieder sind die meiste Zeit von Nomad getrennt. So wird Prophet von einem Wesen entführt und taucht erst später im Spiel wieder auf. Bei der Rettung der letzten Überlebenden des Archäologenteams stellt sich dem Spieler der nordkoreanische General Kyong in den Weg, der die sagenhafte Entdeckung des Archäologenteams ausnutzen will, um die Machtverhältnisse auf der Welt zu ändern, wie er sagt. Bei der Entdeckung handelt es sich um eine außerirdische Anlage, die nach ihrer Entdeckung zu erwachen scheint. Nach dem Kampf gegen den nordkoreanischen General und der halsbrecherischen Rettung der Archäologin Helena wird Nomad zurückgelassen und muss sich den Weg durch die außerirdische Basis bahnen. Kaum verlässt er diese, hüllen die Aliens fast die gesamte Insel in eine −130 °C kalte Sphäre, die alles und jeden, der keinen Nanosuit trägt, schockfrostet.
Wieder auf den US-Flugzeugträger gelangt, muss dieser gegen gewaltige Attacken von Außerirdischen verteidigt werden, nachdem ein Atomschlag die Sphäre der Außerirdischen vergrößerte, da sich diese anscheinend von Energie ernähren. Während Prophet noch vor dem Atomschlag offensichtlich verwirrt auf die Insel desertierte, entkommen Nomad, Psycho und Helena mit einem Senkrechtstarter, nachdem sie ein gewaltiges Alien-Raumschiff zerstörten, das den Flugzeugträger angriff. Einer Nachricht von Prophet folgend endet die Handlung damit, dass die Überlebenden wieder zurück zur Insel fliegen, um diese Aliens zu bekämpfen.

## Spielprinzip und Technik
Da die einzelnen Level von Crysis mehrere Möglichkeiten bieten, das Missionsziel zu erreichen, bleibt es dem Spieler überlassen, ob er sich mit seinen computergesteuerten Kameraden in Action-Manier durch die Inselwelten schlägt oder einen diskreteren Weg bevorzugt. Dabei steht eine Auswahl an Waffen zur Verfügung, die mit Zubehör modifiziert werden können (etwa einem Schalldämpfer oder Zielfernrohr). Während die meisten Munitionstypen nur begrenzt zur Verfügung stehen, verfügt der Spieler bis zum Kampf mit General Kyong über einen Gewehraufsatz, mit dem sich Betäubungspfeile verschießen lassen, die zwar unbegrenzt verfügbar sind, jedoch eine lange Nachladezeit haben. Ist ein Gegner betäubt, kann man ihm jedoch keine Waffe oder Munition abnehmen oder ein von ihm besetztes Fahrzeug besteigen, auch wachen betäubte Gegner nach etwa einer Minute wieder auf. Neben Land- und Wasserfahrzeugen können auch Luftfahrzeuge gesteuert werden.
Zusätzlich verfügt der Protagonist über einen sogenannten Nanosuit, der es ihm erlaubt, verschiedene Attribute wie erhöhte Geschwindigkeit, gesteigerte Kraft, einen Tarnmodus oder eine Panzerung zu aktivieren. Deren Verwendung verbraucht Energie, welche sich im Ruhezustand allmählich wieder auflädt.
Die Spielwelt, eine tropische Insel, ist detailreich gestaltet und auch viele Elemente ohne direkten Spielbezug sind animiert: Palmen bewegen sich im Wind, am Horizont ziehen hin und wieder Vögel und Schmetterlinge vorbei, im Wasser sind Fische und am Strand Krebse zu sehen. Die Umgebung ist zu großen Teilen interaktiv. So können Gegenstände aufgenommen werden, Palmen stürzen unter Beschuss um und Holz- und Wellblechhütten ein.
Im Mehrspielermodus können bis zu 32 Spieler gegeneinander spielen, wobei auch PunkBuster unterstützt wird.
Mit dem mitgelieferten Karteneditor SandBox2 können Karten für den Einzel- und Mehrspielermodus erstellt werden.
Die CryEngine 2, eine Weiterentwicklung der CryEngine von Far Cry, bietet neben großer Weitsicht auch alle aktuellen 4.0-Shader-Effekte, einen nahtlosen Tag- und Nachtwechsel, volumetrische Wolken, teilweise interaktive Umwelt und weichgezeichnete Schatten. Zudem unterstützt sie die amBX-Technologie. Personen sind immer biometrisch anders, was bedeutet, dass jeder Gegner zwar ähnlich sein kann, aber immer durch ein anderes Aussehen geprägt ist.
Auf der Verkaufsverpackung werden unter anderem folgende Systemanforderungen genannt:
- Betriebssystem: Windows XP/Vista
- Prozessor: mind. 2,8 GHz unter XP oder 3,2 GHz unter Vista (Intel Pentium 4), 2800+/3200+ (AMD Athlon), 2,0/2,2 GHz (Intel Core)
- Speicher: mind. 1 GB RAM unter XP oder 1,5 GB RAM unter Vista
- Festplattenplatz: mind. 12 GB
- Grafikkarte: mind. 256 MB; ab NVIDIA GeForce 6800 GT oder ATI Radeon 9800 Pro, bzw. Radeon X800 Pro für Vista

Diese Angaben entsprechen dem absoluten Minimum. Um mit hohen Auflösungen und (sehr) hohen Details oder gar mit Antialiasing oder anisotroper Filterung spielen zu können, ist deutlich leistungsfähigere Hardware erforderlich.
Die Konsolenversion macht sowohl von Parallax Occlusion Mapping als auch einer verbesserten Variante des Screen Space Ambient Occlusion Gebrauch. Darüber hinaus unterstützen sowohl Xbox 360 als auch Sonys PlayStation 3 eine Bildausgabe mit bis zu 1080p-Auflösung, wahlweise auch in stereoskopischem 3D. Die Performance bewegt sich bei konstanten 25 bis 30 FPS. Gegenüber der PC-Fassung kommt auf Konsole die aktuellere CryEngine 3 zum Einsatz. Dies bedeutet neben einem verbesserten Beleuchtungssystem, einigen zusätzlichen Effekten (darunter die verbesserte Partikeldarstellung) auch die aus dem Nachfolger bekannte modifizierte Steuerung des Nanosuits. Ein Colour-Grading-System verleiht der Optik zudem lebhaftere Farben und sattere Kontraste. Für die Neuveröffentlichung wurden weiterhin einige Texturen überarbeitet. So lässt sich an Stränden jedes einzelne Sandkorn mit einer jeweils eigenen Lichtreflexion erkennen. Ebenso wirkt die Oberflächendarstellung von Felsen nun schärfer und plastischer.
Zugleich mussten jedoch einige Kompromisse auf Konsole eingegangen werden. So wurde die Polygonanzahl einiger Gegenstände verringert und deren Verteilung neu vorgenommen, um auf den Systemen bei offener Landschaft dennoch eine akzeptable Performance zu gewährleisten. Trotz einer teilweise überarbeiteten Texturierung wurde die Texturqualität an anderer Stelle vermutlich aufgrund der beschränkten Größe des Grafikspeichers abgeschwächt. Ebenso ist die Anzahl künstlicher Gegner beschränkt, sodass die Engine keine KI simuliert, die mit dem Spieler ohnehin nicht interagiert. Weitere Optimierungen betreffen den Occlusion Buffer, der ermittelt, ob Gegenstände nicht berechnet werden müssen, da sie beispielsweise von anderen Objekten verdeckt sind.
Crytek-Mitgründer Cevat Yerli attestierte der Konsolenfassung eine bessere Optik als der PC-Version. Er fügte jedoch hinzu, er sähe dies als eine Tatsachenbeschreibung und beziehe sich nicht allein auf technische Spezifikationen.

## Produktionsnotizen

### Entwicklung
Erste Details zum Szenario, in dem das Spiel angesiedelt ist, wurden im Januar 2006 vorgestellt. Im Vorfeld der E3 2006 berichtete auch die internationale Presse, unter anderem die New York Times von dem Spiel. Kurz vor der Veröffentlichung wurde die Story teilweise geändert.
Im August 2007 hatte der Publisher Electronic Arts den Verkaufsstart in Europa und Nordamerika für den 16. November 2007 angekündigt. Das Spiel wurde erstmals in einem weltweit exklusiven Vorbericht in der GameStar vorgestellt.
Eine erste öffentliche Demo-Version erschien am 27. Oktober, für Vorbesteller war sie bereits einen Tag vorher erhältlich.
Vorlage für die Inselwelt und deren Umwelt war Tahiti in Französisch-Polynesien. Während in dem Vorgängerspiel von Crytek (Far Cry) die Spielwelt wie etwa der Dschungel eher frei gestaltet wurde, d. h. nicht unbedingt realitätsgetreu, sollte bei Crysis die Flora und Fauna, aber auch die natürliche Beleuchtung möglichst genau nachgestellt werden. Einige Mitarbeiter von Crytek, die nach Tahiti flogen, dokumentierten durch Fotos die Vegetation, Zweige und Äste und auch das Aussehen von der Sonne bestrahlten Blättern. Ziel war es, das Spiel so photorealistisch wie möglich zu gestalten.

### Veröffentlichung
Im Juni 2008 stellte Crytek die Unterstützung für das Spiel ein, der bereits angekündigte Patch 1.3 werde nicht erscheinen, da man sich auf ein anderes Projekt konzentrieren wolle. Heise online schreibt von enorm hohen Hardwareanforderungen für ein flüssiges Spielen, die selbst acht Monate nach der Veröffentlichung nur wenige Grafikkarten erreichten. Laut Crytek seien eine große Anzahl von illegalen Kopien im Umlauf, weshalb die Verkaufszahlen besonders anfangs nicht ganz so hoch wie erwartet ausfielen. Inzwischen hat sich Crysis laut Crytek allerdings bereits über 3 Millionen Mal verkauft.
Am 9. September 2011 kündigte der Entwickler Crytek die Veröffentlichung einer Konsolenfassung des Originalspiels aus dem Jahre 2007 an. Der Titel ist am 4. Oktober 2011 über Xbox Live und einen Tag später für das PlayStation Network als Download für rund 20 € (1680 MS-Points) erschienen. Für den Port maßgeblich verantwortlich zeichnet Crytek UK in Nottingham. Beinhaltet ist allerdings lediglich die Einzelspieler-Kampagne, der Online-Mehrspieler-Modus Crysis Wars wurde hingegen komplett entfernt.
Crysis wurde als erster Teil einer Trilogie angekündigt. Crytek hat neben Crysis auch World in Crysis als geschützte Marke in den USA angemeldet. Crysis 2 erschien am 24. März 2011. Crysis 3 erschien in Deutschland am 21. Februar 2013.

## Rezeption
- Best Graphics Award 2008 beim Austrian Gamers’ Choice Award
- Game Critics Award 2007 für das beste PC-Spiel
- Best of GC Award 2007 für das beste PC-Spiel
- Spieletipp-Award im Test von Spieletipps (Wertung 91 %)[24]
- Games Hit Award im Test des Magazins Games Aktuell Ausgabe 11/07 (Wertung 91 %)
- Gold Award im Test des Magazins PC Action Ausgabe 12/07 (Wertung 92 %)
- Platin Award sowie Award für besondere Grafikpracht im Magazin GameStar 12/07 (Wertung 94 %)
- Gold Award, Grafik Referenz Award sowie Sound Referenz Award im Magazin PC Games 12/07 (Wertung 94 %). Dies ist die höchste Wertung der PC Games seit Einführung des Motivationskurvensystems 2005.
- Die US-Ausgabe des Magazins PC Gamer bewertete Crysis mit 98 %. Dies ist erst das zweite Mal in der Geschichte der PC Gamer, dass eine solch hohe Wertung vergeben wurde.
- Bei der „GameStars-2007“-Verleihung, bei der die beiden Magazine GameStar und GamePro die besten Spiele des Jahres auszeichneten, erhielt Crysis den Award für das beste PC-Spiel und den besten Ego-Shooter. Somit konnte sich das Spiel gegen The Witcher, Call of Duty 4: Modern Warfare und BioShock durchsetzen.
- Auf Metacritic erreichte Crysis 91 von 100 Punkten[25], die deutschsprachige Presse bei Critify vergab ähnlich hohe Wertungen.[26]

## Crysis Warhead
Crysis Warhead erschien am 19. September 2008 in Deutschland. Erst als Add-on für Crysis geplant, ging man aufgrund des großen Inhalts gegen Ende der Produktion dazu über, Crysis Warhead als Standalone zu entwickeln. Somit wird das Hauptspiel Crysis nicht zum Spielen benötigt. Die Handlung läuft parallel zu der aus dem Hauptspiel. Crysis Warhead wurde von Metacritic.com mit 84 von 100 möglichen Punkten bewertet.

### Neuerungen
Als Entwicklungsziel wurde festgelegt, alle Kritikpunkte von Crysis zu überarbeiten und auszubessern. Die KI, insbesondere die der Aliens, wurde überarbeitet. Als weitere Verbesserungen wurden neue Gegner, drei neue Waffen (Granatwerfer, mit einer Hand benutzbare Maschinenpistole und EMP-Granaten) und zwei neue Fahrzeuge (Luftkissenfahrzeug und ein gepanzertes Fahrzeug) hinzugefügt. Ebenso wurden viele Gegenstände aus dem Mehrspieler-Modus des Hauptspiels in den Einzelspieler-Modus von Warhead integriert.

### Handlung
Im Spiel übernimmt man die Kontrolle von Psycho, einem Kameraden Nomads, dem Protagonisten des ersten Teils, aus dem „Raptor“-Squad. Die Handlung von Warhead beginnt nach der Einnahme eines nordkoreanischen Hafens der Insel, nach der Psycho einen Sonderauftrag erhält. Während dieser Mission wird sein Flugzeug abgeschossen, sodass er seinen Weg zu Fuß fortsetzen muss. Unterstützt wird der Spieler von einem Piloten namens O’Neill, der bis vor vier Jahren ein Mitglied des Teams von Psycho war, jedoch entlassen wurde. Im Zuge der Handlung findet man heraus, dass der nordkoreanische Colonel Lee versucht, einen Behälter mit Alien-Technologie von der Insel nach Nordkorea zu bringen, den die Amerikaner allerdings zunächst für eine Atombombe halten. Mit der Hilfe von O’Neill gelingt es Psycho, Lees Vorhaben zu verhindern und die Alien-Technologie zu bergen. Im Hauptspiel erweist sich der Inhalt jedoch als noch kampffähiges Alien, das direkt nach Nomads Ankunft auf dem Flugzeugträger erwacht, woraufhin es zerstört wird.

### Systemanforderungen
Auf der Verkaufsverpackung werden unter anderem folgende Systemanforderungen genannt:
- Betriebssystem: Windows XP/Vista
- Prozessor: mind. 2,8 GHz unter XP oder 3,2 GHz unter Vista (Bei Dual Core: XP 2,3; Vista 2,6)
- Speicher: mind. 1 GB RAM unter XP oder 1,5 GB RAM unter Vista
- Festplattenplatz: mind. 15 GB
- Grafikkarte: mind. 256 MB; ab NVIDIA GeForce 6800 oder ATI Radeon 9500; keine Unterstützung von Laptop- oder Onboard-Grafikchips

### Crysis Wars
Bei Crysis Wars handelt es sich um den Mehrspieler-Modus von Crysis Warhead. Dieser befindet sich auf einer separaten DVD, welche dem Hauptspiel beiliegt. Verbessert wurde das Balancing, welches vom Einzelspieler-Modus getrennt wurde. Zudem wurden neue Community-Features und die neuen Waffen und Fahrzeuge aus dem Einzelspieler-Modus hinzugefügt.

### Rezeption
Crysis Warhead schnitt mit einer Durchschnittswertung auf Metacritic (Metascore) von 84 % nicht ganz so gut ab wie der Vorgänger.
Fabian Siegismund von GameStar meint, „Warhead zu spielen ist ein bisschen, als würde man nicht verwendete Szenen seines Lieblingsfilms anschauen.“ Für Crysis-Fans sei Warhead ein Muss, die nicht kohärente Handlung sei aber besonders für mit dem Hauptspiel nicht Vertraute schwierig.

## Roman zu den Spielen
- Nikolas Wolff: Crysis. Panini Verlag, 2010, ISBN 978-3-8332-1933-7